# Kálmán Kandó
Kálmán Kandó von Egerfarmos und Sztregova (10. července 1869, Pešť – 13. ledna 1931, Budapešť) byl maďarský inženýr a vynálezce.

## Život
Kandó navštěvoval Fasoriho evangelické gymnázium a v letech 1888–1892 studoval strojnictví na Technické a hospodářské univerzitě v Budapešti. Poté absolvoval vojenskou službu jako jednoroční dobrovolník u c. a k. námořnictva. Po jejím skončení nastoupil u společnosti Compagnie de Fives Lille v Paříži, kde se věnoval tehdy novému oboru – vícefázovým indukčním pohonům.
Kandó zde získal dobrou pověst, takže jej v roce 1894 ředitel firmy Ganz & Cie v Budapešti András Mechwart přemluvil ke vstupu do jeho firmy. Krátce na to se stal vedoucím konstrukčního oddělení, kde se zabýval především elektrizací drah třífázovým proudem. K tomuto účelu nechal postavit ve firmě asi 800 m dlouhou zkušební trať. Prvním výsledkem jeho činnosti byla stavba třífázové tramvajové dráhy v Évian-les-Bains, která sloužila k dopravě hotelových hostů. Po studijní cestě do Spojených států v roce 1897 se elektrizace železnic stala jeho hlavní činností. Když ve stejném roce italská železniční společnost S.F. Meridionali projevila úmysl elektrifikovat trať podél Komského jezera, byla jedině firma Ganz připravená převzít tuto zakázku. Kandó vyvinul zcela nový třífázový systém. 4. září 1902 byl na této trati zahájen elektrický provoz. Ve stejném roce zahájila provoz podobná dráha v muniční fabrice ve Wöllersdorfu. Třífázový systém se postupně rozšířil po celé severní Itálii. Ačkoliv se ve 30. letech objevil nový systém elektrifikace pracující se stejnosměrným napětím 3 kV, třífázová elektrifikace se udržela v provozu až do roku 1976.
Jelikož na nátlak velkých bank byla elektrizace železnic v Maďarsku zastavena, přesunul se Kandó roku 1907 do Vado Ligure, kde zkonstruoval nákladní lokomotivu řady E550 pro Giovi-Linie. Do roku 1930 bylo vyrobeno celkem 369 strojů této řady a odvozených typů. Po smrti své ženy (1913) a vypuknutí první světové války odeslal své děti zpět do Maďarska a sám se tam také vrátil oklikou přes Švýcarsko. Byl povolán k vojenské službě jako referent pro zásobení železnic uhlím na Ministerstvu války ve Vídni. Rýsující se uhelná krize jej přivedla ke studii napájení železniční sítě střídavým proudem o frekvenci 50 Hz. Na žádost firmy Ganz byl v roce 1917 uvolněn z vojenské služby a jmenován generálním ředitelem této firmy. Zároveň však pokračoval ve své konstruktérské práci a vyvíjel lokomotivy pro Compagnie du chemin de fer de Paris à Orléans a italskou lokomotivku Romeo. Poté následoval neúspěch s lokomotivami řad 1180 a 1470, které Kandó postavil na přání ředitele floridsdorfské lokomotivky Arno Demmera, ačkoliv použití štěpiče fází bylo pro rakouský systém 15 kV 16⅔ Hz nevhodné.
Roku 1922 složil kvůli velkému zatížení konstruktérskou prací funkci generálního ředitele a stal se mj. poradcem americké firmy Westinghouse. V témže roce obdržel od univerzity čestný doktorát. Roku 1923 byla zkušebně elektrifikována systémem 50 Hz 15 km dlouhá trať z budapešťského západního nádraží. Ukázalo se, že Kandóovy předpoklady byly správné, ale některé problémy bylo ještě třeba vyřešit. Zkušební lokomotiva, pozdější V50 byla přestavěna a měla při zkušebních jízdách takový úspěch, že v roce 1928 bylo rozhodnuto o elektrifikaci trati Budapest – Hegyeshalom systémem 16 kV 50 Hz. Dokončení v roce 1932 se Kandó nedožil, zemřel v roce 1931 na infarkt. Je pohřben na budapešťském hřbitově v Rijecké ulici (Fiumei Úti Sírkert).

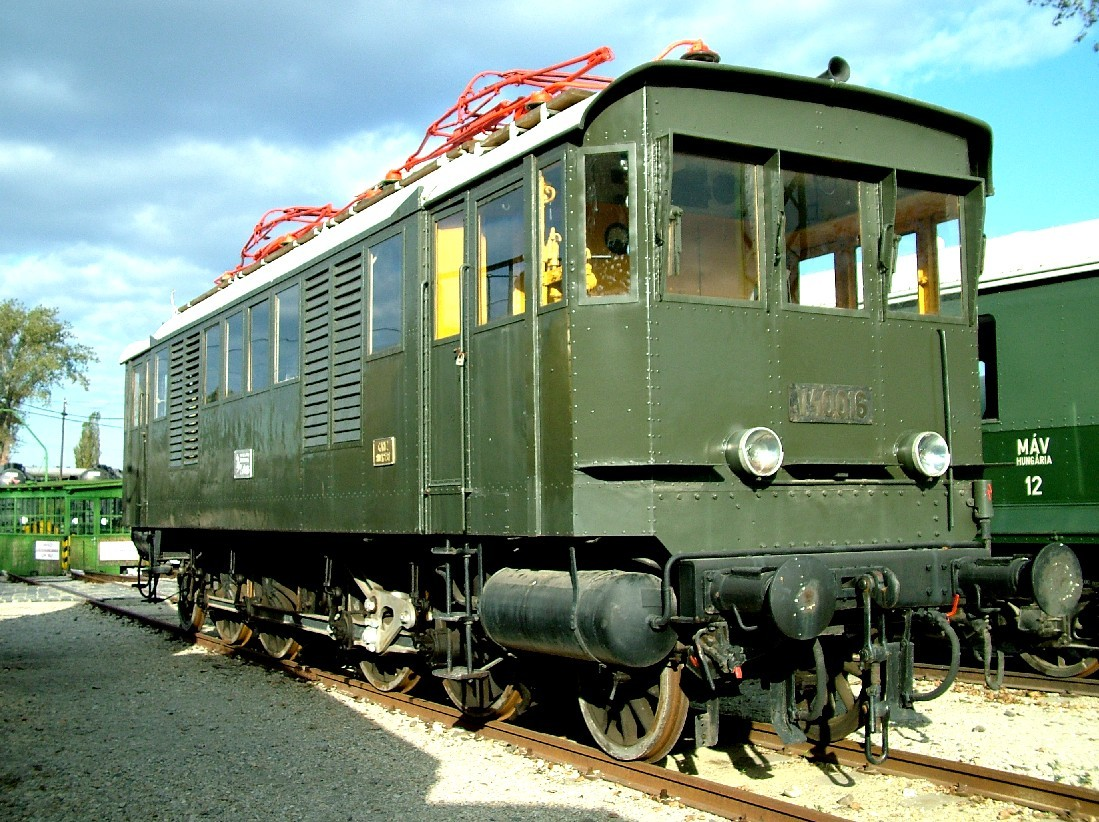
Lokomotiva V40 v budapešťském železničním muzeu

Lokomotivy řady V40 byly známy pod přezdívkou Kandó.